# ヨアヒム・ブーケラール
ヨアヒム・ブーケラール（Joachim Beuckelaer、1534年生まれ、1573年か1574年に没）は、フランドルの画家である。宗教画や風俗画も描いたが、市場や台所の情景を描きネーデルランドなどにおける「静物画」の発展に重要な役割を果たしたとされている。

## 略歴
アントウェルペンで生まれた。あまり有名でない画家の一族の出身である。叔母と結婚したピーテル・アールツェン（c.1508-1575）から絵を学び、ブーケラールの描いた題材はアールツェンから強い影響を受けている。1560年にアントウェルペンの聖ルカ組合の会員となりその年結婚した。
17世紀初めに画家たちの伝記を著わしたカレル・ファン・マンデルによれば、ブーケラールに払われた絵の報酬は少なかったとされ、アントウェルペンでは、アールツェンやブーケラールのスタイルに追随する画家はいなかったとされる。ブーケラールの絵画は北イタリアで知られるようになり、ヴィンチェンツォ・カンピ（1530/1535–1591)やヤコポ・バッサーノ（c.1510-1592）といった画家に影響を与えたとされる。後代のフランドルの画家、フランス・スナイデルス（1579-1657）はおそらくブーケラールらの作品に影響を受けて市場のの情景を描いた。

## 作品

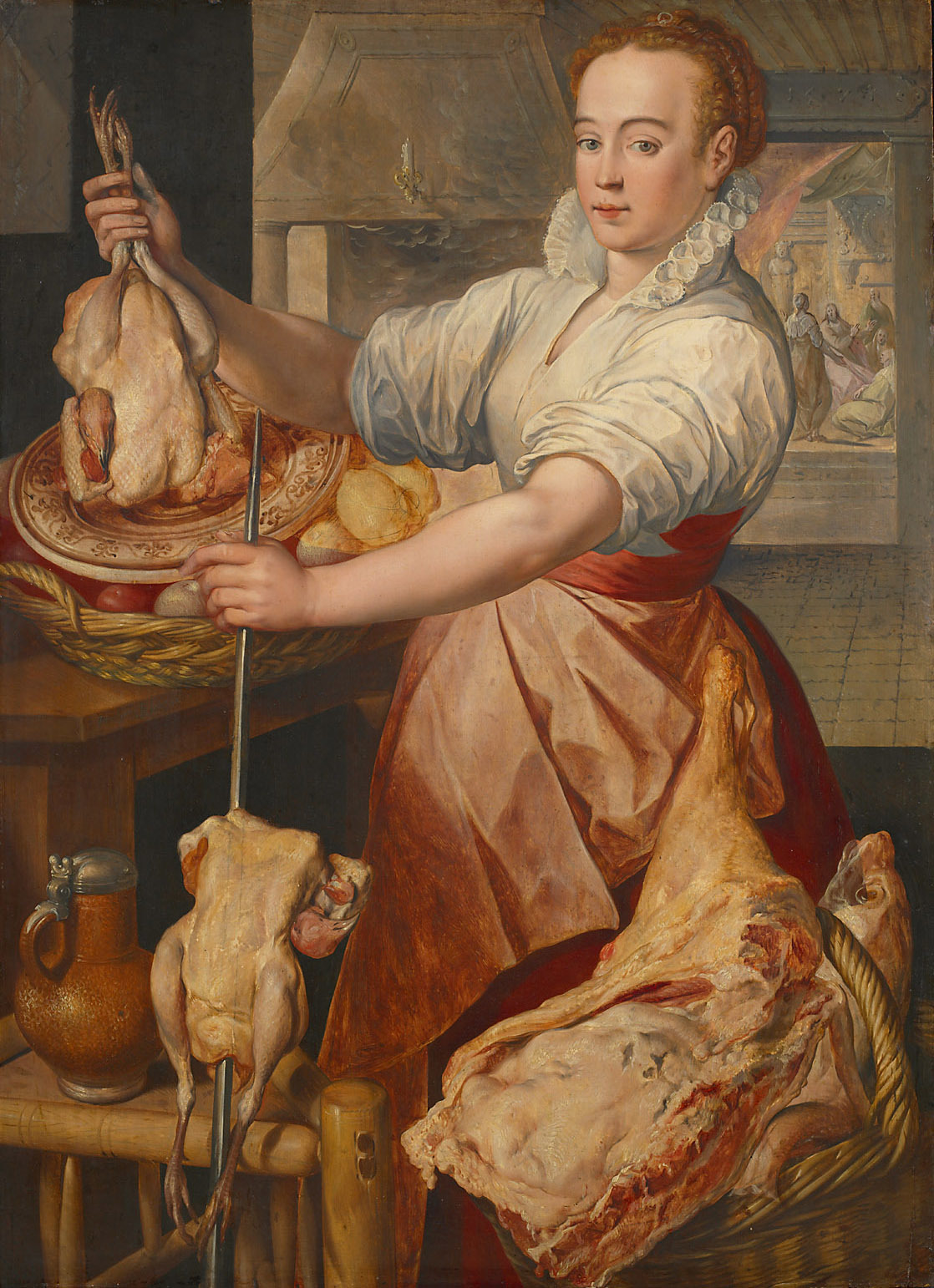
料理人 (1574) 美術史美術館
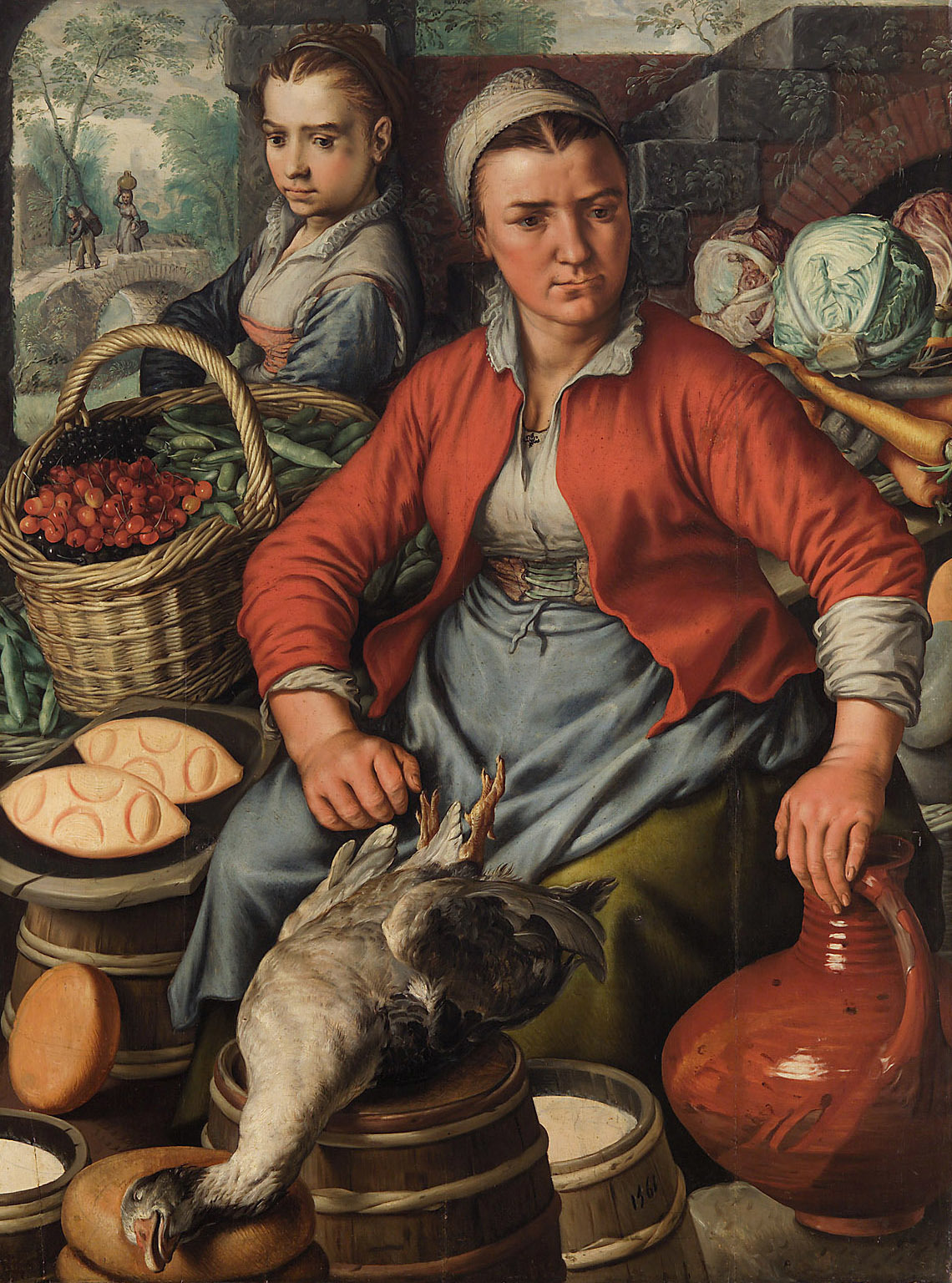
市場の女 (1561) 美術史美術館
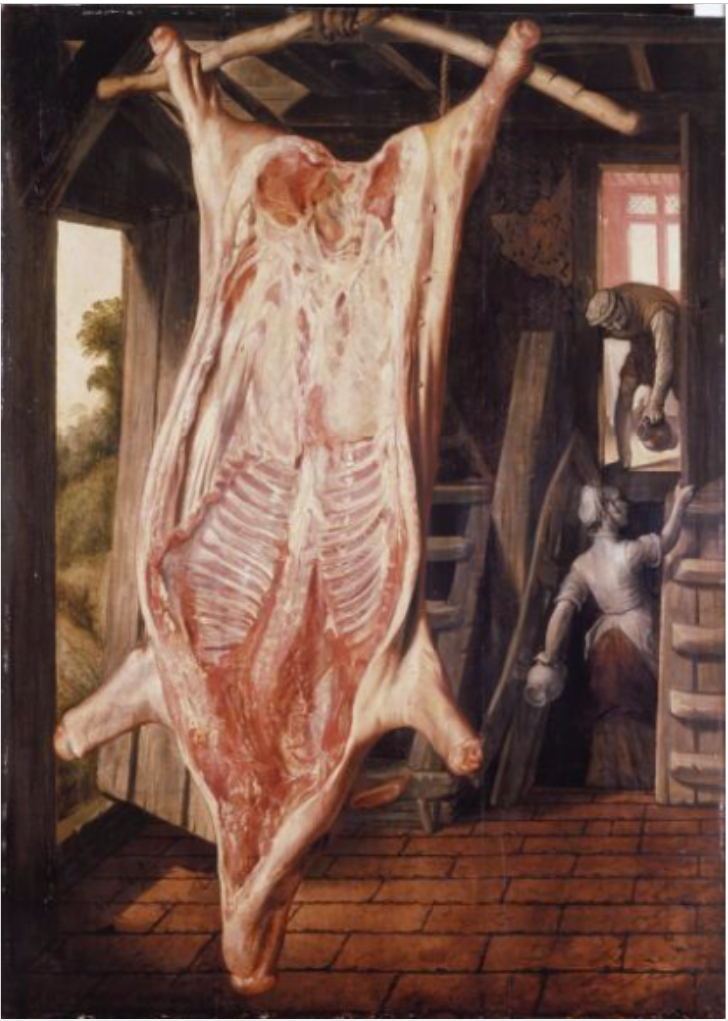
『屠殺された豚』 (1563) ヴァルラフ＝リヒャルツ美術館

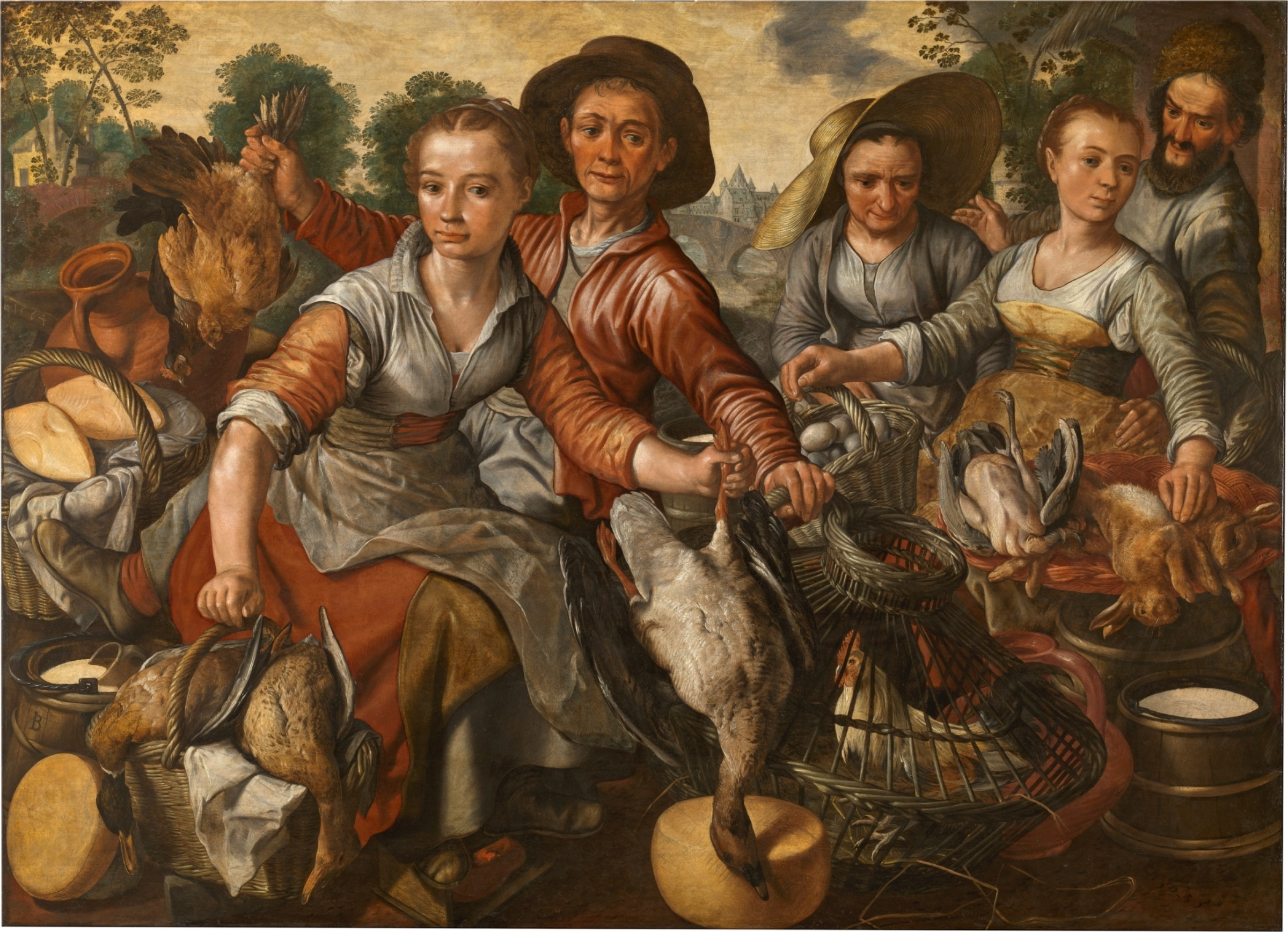
市場の情景 (1564) プラド美術館
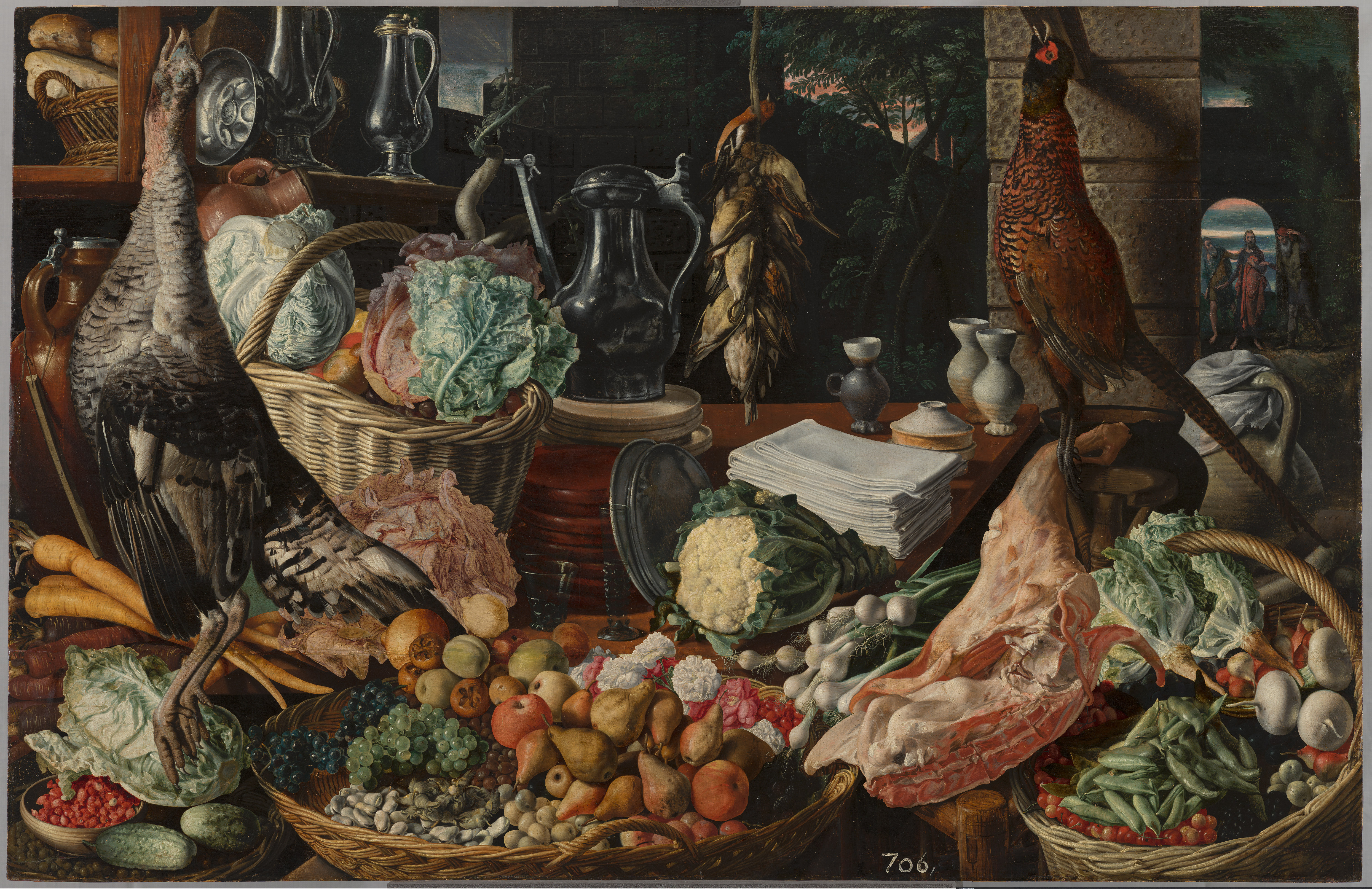
エマオのキリストが描かれた台所の情景 (1560s) マウリッツハイス美術館
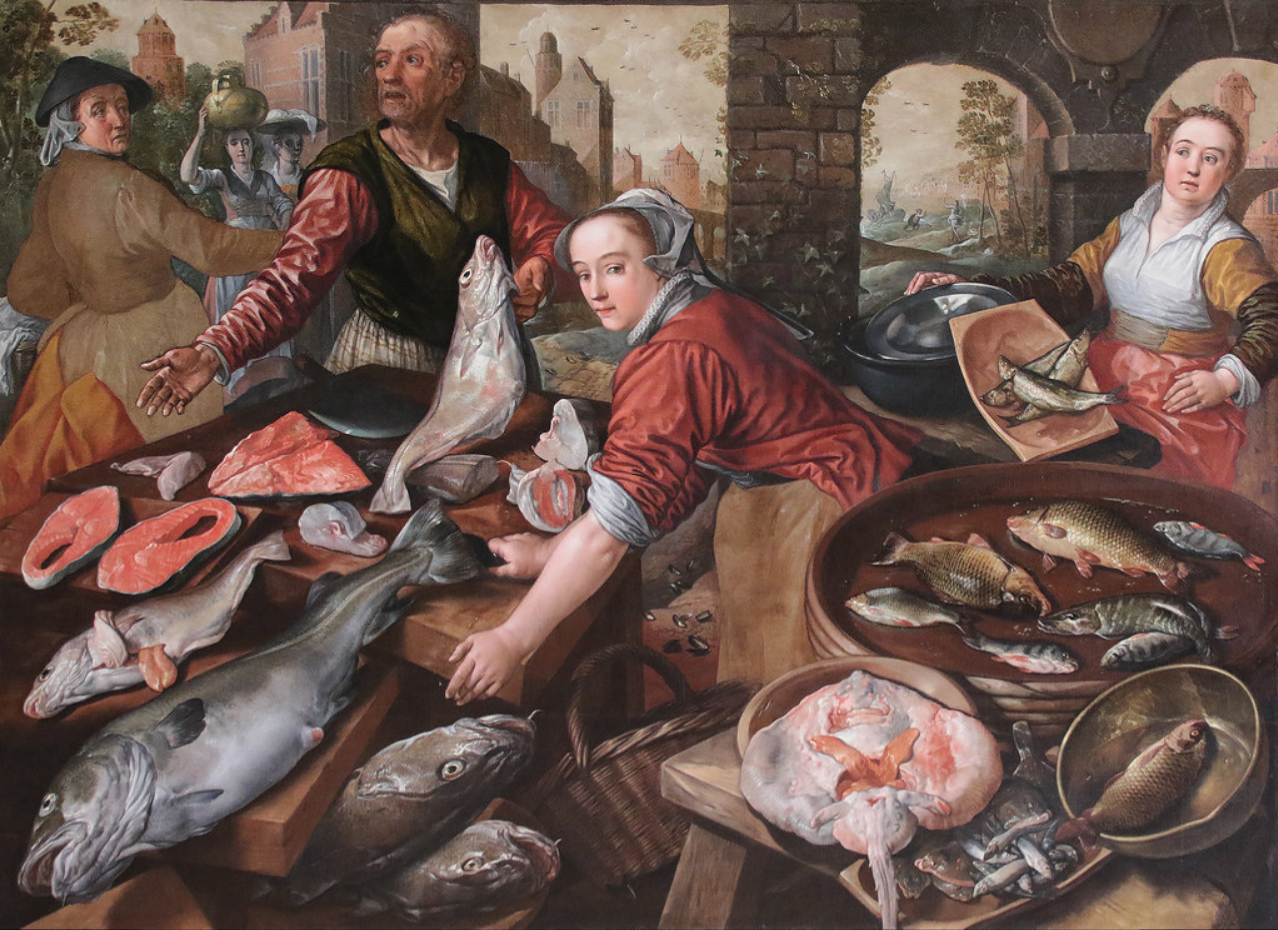
魚市場